# Camponotus zoc
Camponotus zoc é uma espécie de inseto do gênero Camponotus, pertencente à família Formicidae.